# Sperwer
Sperwer — розвідувальний безпілотний літальний апарат (БпЛА) розробки французької компанії Sagem групи Safran.

## Призначення
БпЛА Sperwer, розроблений спільно з фірмою Dassault (планер і СУ), призначений для вирішення широкого кола бойових, розвідувальних, дозорних і рекогносцирувальних завдань, цілевказівки, в ланці бригада-дивізія. У модифікації Sperwer В може виконувати ударні завдання.

## Склад системи Sperwer

### Авіаційний сегмент
Система Sperwer включає в свій склад 3 літальних апарата, наземну станцію управління (ground control station, GCS), транспортовану пневматичну катапульту на шасі 10-тонної вантажівки, а також станцію прийому даних (ground data terminal, GDT), розміщену на автомобілі підвищеної прохідності. Посадка апарату — парашутна, з використанням надувних демпферів. Система може транспортуватися на двох літаках класу C-130 Hercules і експлуатуватися з необладнаних позицій.

### Наземний сегмент
Одна станція управління дозволяє здійснювати управління двома БпЛА одночасно. Кілька станцій можуть одночасно здійснювати управління великою кількістю машин, можлива передача управління від однієї станції іншій і назад.
Станція управління включає до свого складу потужні засоби планування операцій, що включають цифрові моделі рельєфу та геоінформаційні системи, засоби обробки вступників зображень, їх дешифрування і передачу по мережах C4I з використанням стандартних протоколів обміну даними НАТО. Для підвищення скритності і зниження уразливості станція керування може розташовуватися на відстані до 2 км від станції прийому даних.

### Конструкція БпЛА
БпЛА Sperwer являє собою невеликий літак з дельтоподібним крилом і штовхаючим 4-лопатевим гвинтом, виконаний за аеродинамічною схемою «качка». Тривалість польоту — до 6 годин (в модифікації Sperwer B — до 20 годин).
Двигун — двоциліндровий Bombardier-Rotax 562UL (6500 об / хв.) потужністю 65 к.с. Посадка — на парашуті площею 117 м². Для забезпечення м'якої посадки використовуються 3 надувних демпфера («подушки безпеки»).
Випускається в різних модифікаціях (нова стандартна — Sperwer В, володіє збільшеним розмахом крил, збільшеною тривалістю польоту і корисним навантаженням). Можуть застосовуватися в складних метеоумовах, широкому діапазоні температур.
Корисне навантаження БпЛА включає гіроплатформу з оптико-тепловізійної головкою Sagem OLOSP-350 (EuroFLIR) з растровим охолоджуваним тепловізором 3,15 мкм, ТВ-камерою, здатною працювати в умовах близьконульової освітленості і лазерний далекомір. Система дозволяє отримувати в будь-який час доби зображення високої роздільної здатності та проводити топоприв'язку об'єктів на знімках з точністю не гірше 20 м. Можливе використання засобів радіотехнічної розвідки і РЕБ, ретранслятора або радара з синтезованою апертурою.
Апарат оснащений системою цифрової передачі даних J-діапазону (150 ГГц), відповідачем «свій-чужий», ретранслятором VHF. Sperwer В оснащений двома підкрильними точками підвіски вантажопідйомністю 30 кг кожна, на яких можуть встановлюватися ракети Spike LR або система високоточного озброєння на базі Bonus. В ударній конфігурації запас палива зменшується, внаслідок чого знижується тривалість польоту і дальність польоту.

## Модифікації
- Sperwer (Sperwer A) — перша модель, вантажопідйомність становить 50 кг, а час знаходження в повітрі — 6 годин.
Sperwer Mk.II — модифікація з новим оптичним обладнанням Euroflir 350.
- Sperwer В — модифікація, розробка якої почалася в 2001 році. Перший політ виконаний в 2004 році, на озброєння французької армії прийнятий в 2006 році. У порівнянні з прототипом, вантажопідйомність збільшена до 100 кг, а час знаходження в повітрі — до 12 годин. Крім того, на БпЛА може бути встановлено озброєння — дві ракети.

У 2010 році був укладений контракт на обладнання БпЛА «Sperwer», що були на озброєнні у розгорнутого в Афганістані французького контингенту ISAF, інтерфейсом, що забезпечує їх операційну сумісність зі стандартом НАТО STANAG 4609.
У 2011 році був укладений контракт на обладнання трьох БпЛА «Sperwer» нової оптоелектронної системою спостереження «Еврофлір 350+» та модернізацію віддалених відеотерміналів RVT (Remote Video Terminals).
У 2012 році фінська фірма «Robonic Oy» (дочірня компанія Sagem) розробила нову пневматичну катапультного систему «Kontio» (type MC2555LLR) для запуску БпЛА.

## Виробництво

### Виробництво в Україні
ДП «Чугуївський авіаремонтний завод» (ДП «ЧАРЗ») разом з компанією «SAGEM» провели роботу з організації спільного виробництва безпілотних авіаційних комплексів БпЛА SPERWER МК-2 в Україні.
За результатами проведеної роботи в 2010 р. в Парижі ДП «ЧАРЗ» і компанією «SAGEM» було підписано «Меморандум про згоду», який передбачає спільне виробництво в Україні БпЛА різних класів. Про це повідомила прес-служба МО України.
Цей документ передбачає створення на території України спільного підприємства з виробництва тактичних безпілотників в інтересах міністерства оборони країни. Створення цього СП також було схвалено урядами України та Франції.

## Використання
БпЛА Sperwer стоїть на озброєнні армій Франції, Канади, Греції, Швеції і Нідерландів. Використовуються в Афганістані (провінція Кандагар) з березня 2006 року.